# 프란시스코 하비에르 클라비헤로
프란시스코 하비에르 클라비헤로(스페인어: Francisco Javier Clavijero, 1731년 9월 9일 ~ 1787년 4월 2일)는 멕시코의 예수회 교사, 학자, 사학자이다. 스페인의 예수회 추방이 있던 1767년 이후 이탈리아로 가서 콜럼비아 이전 역사와 메소아메리카 및 중앙 멕시코 알티플라노 식민화에 관한 가치있는 작품을 썼다.
멕시코 베라크루스에서 태어났다. 아버지는 스페인 국왕을 위해 일했다. 클라비헤로는 푸에블라에서 공부를 시작했다.